# Antonio Diziani

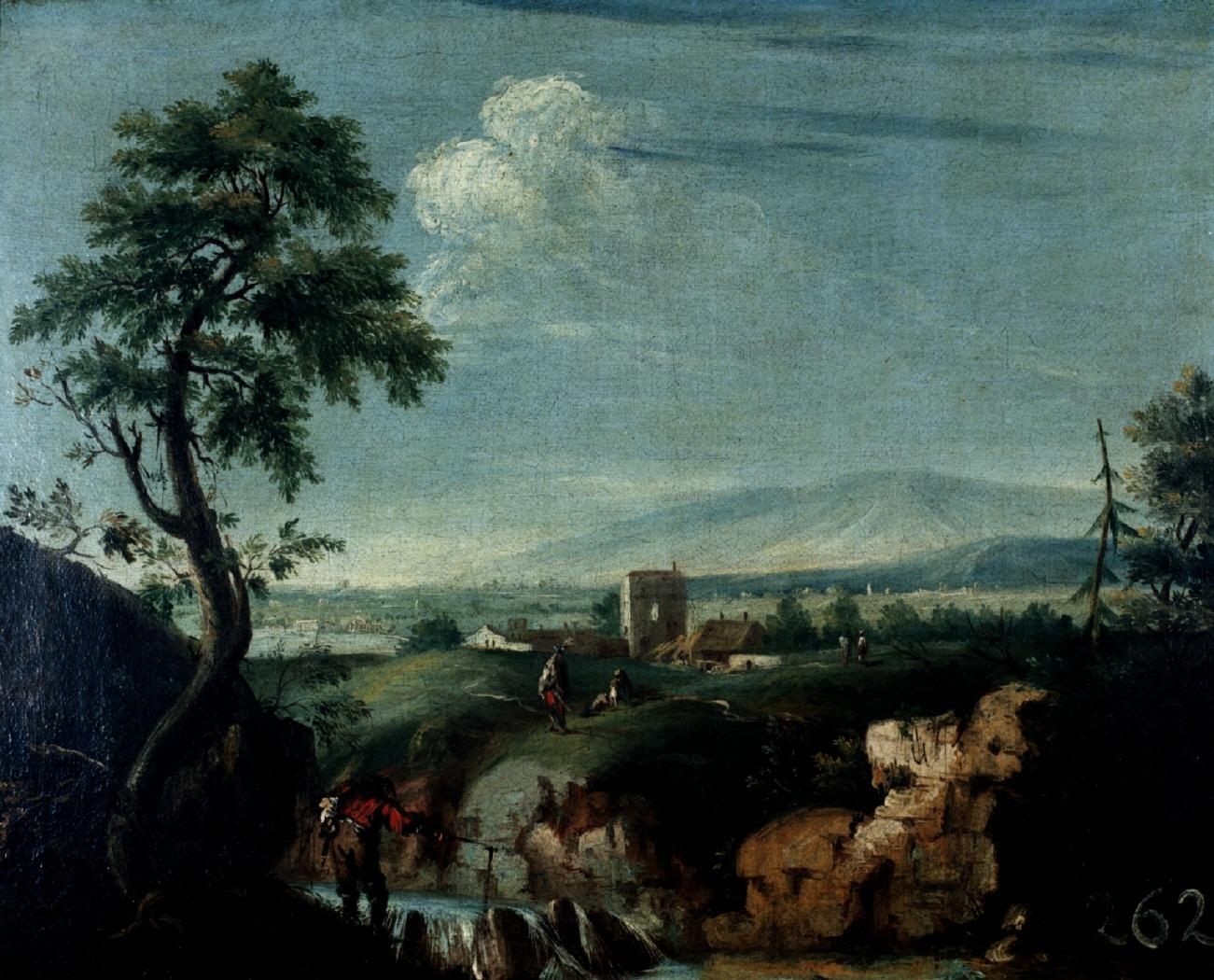
Paisaje, óleo sobre lienzo, 43 x 50 cm, Madrid, Museo Lázaro Galdiano.

Antonio Diziani (Venecia, 1737 – 1797) fue un pintor tardobarroco italiano.
Hijo y discípulo de Gaspare Diziani, y hermano menor del también pintor Giuseppe Diziani, nació en Venecia el 9 de febrero de 1737. De 1761 a 1773 se le encuentra inscrito en unión de su hermano en la hermandad de los pintores venecianos, en la que también juntos desempeñaron cargos de gobierno en 1778. En 1766 presentó un Paisaje con la Magdalena a la Academia de Bellas Artes como prueba de mérito, aunque no fue admitido en ella hasta 1774.
Influenciado por Marco Ricci y, más aún, por Giuseppe Zais y Francesco Zuccarelli, se dedicó con preferencia a la pintura de paisajes de los alrededores de Venecia, con pinceladas largas y deshilachadas y una tonalidad azul característica de la influencia paterna. Carente del sentido heroico de Ricci, los paisajes de Diziani recrean un mundo rústico pintoresco y amable.
Además de cultivar la pintura al óleo y al gouache, con su padre colaboró en las pinturas al fresco de Villa Barbini en Casella d’Asolo.